# Johann Langmayr
Johann Langmayr, född 29 augusti 1910, död 1943, var en friidrottare från Österrike. Han deltog vid olympiska sommarspelen 1936.